# Cerro Jujure
El Cerro Jujure (10°25′56″N 67°44′44″O / 10.432317, -67.745432) es una formación de montaña que forma parte de la falda norte del Parque nacional Henri Pittier al este de Ocumare de la Costa, Venezuela. El Cerro Jujure hace continuidad de norte a sur con el cerro la Glorieta, el Cerro Colorado, Cerro Campo Traviesa y el Cerro Jaibita hasta hacer proyección con el Mar Caribe por medio de los acantilados de Punta Galindo. Su porción oeste es habitada por las comunidades de La Vega de Santa Cruz y Las Monjas en el municipio Ocumare de la Costa de Oro. 

## Ubicación
El Cerro Jujure es parte del límite sur de la Parroquia Ocumare de la Costa entre la comunidad de Ocumare y Cata. Colinda hacia el Este con la Fila montañosa de los cerros Chimborazo y Peñón Blanco que la separa de la carretera Maracay-Choroní. Hacia el Sur se continúa hasta el Cerro Campo Traviesa el cual se divide en dos filas, una que termina en la bahía de Cata y la otra en el cerro Jaibita y punta Galindo. Es en ese punto divisorio del Cerro Traviesa que recorre la carretera hacia Cuyagua.

## Topografía
Las características topográficas son clásicas de los picos y montañas de la falda norte del Parque Henri Pittier con una elevación larga y estrecha y los lados empinados, con una cresta más o menos continua. La vegetación está caracterizada por la mezcla de bosques caducos montañosos y nublados que acaban en el ecotono tropófilo, el cual sustituye los antiguos bosques caducos destruidos por el hombre, principalmente por la quema de los cerros. La ocurrencia de incendio es casi nula o con una frecuencia mayor de dos años. No obstante deben estar sujetas a medidas de control y vigilancia, ya que de esta zonas depende la sustentabilidad de la hidrología, la fauna y el bosque del parque nacional Henri Pittier.